# リチャード・レデスマ
リチャード・レデスマ（Richard Ledezma、2000年9月6日 - ）は、アメリカ合衆国・フェニックス出身のサッカー選手。CDグアダラハラ所属。ポジションはMF。

## クラブ経歴
2018年にレアル・ソルトレイクからレアル・モナークスへと移籍し、同年4月11日、USLのシアトル・サンダースFC 2戦にてプロデビューを果たした。
2019年12月21日、PSVアイントホーフェンと1年半契約を交わした。2019-20シーズンはリザーブチームにあたるヨングPSVでプレーする。
2023年3月23日、ニューヨーク・シティFCにレンタル移籍した。
2025年6月12日、CDグアダラハラに移籍した。

## 代表経歴
2020年11月16日、パナマ代表との親善試合にて、後半68分に途中交代でアメリカ合衆国代表デビューを果たすと、セバスティアン・ソトの2ゴール両方をアシストする活躍を見せた。

## タイトル
PSV
- KNVBカップ 2021-22
- エールディヴィジ 2024-25
- ヨハン・クライフ・スハール 2022